# Kojetice (Bezirk Mělník)
Kojetice (deutsch Kojetitz) ist eine Gemeinde im Okres Mělník, in der Mittelböhmischen Region in der Tschechischen Republik liegt. Der Ort liegt etwa 13 Kilometer südlich   der Stadt Mělník und rund drei Kilometer südlich der Stadt Neratovice.

## Sehenswürdigkeiten

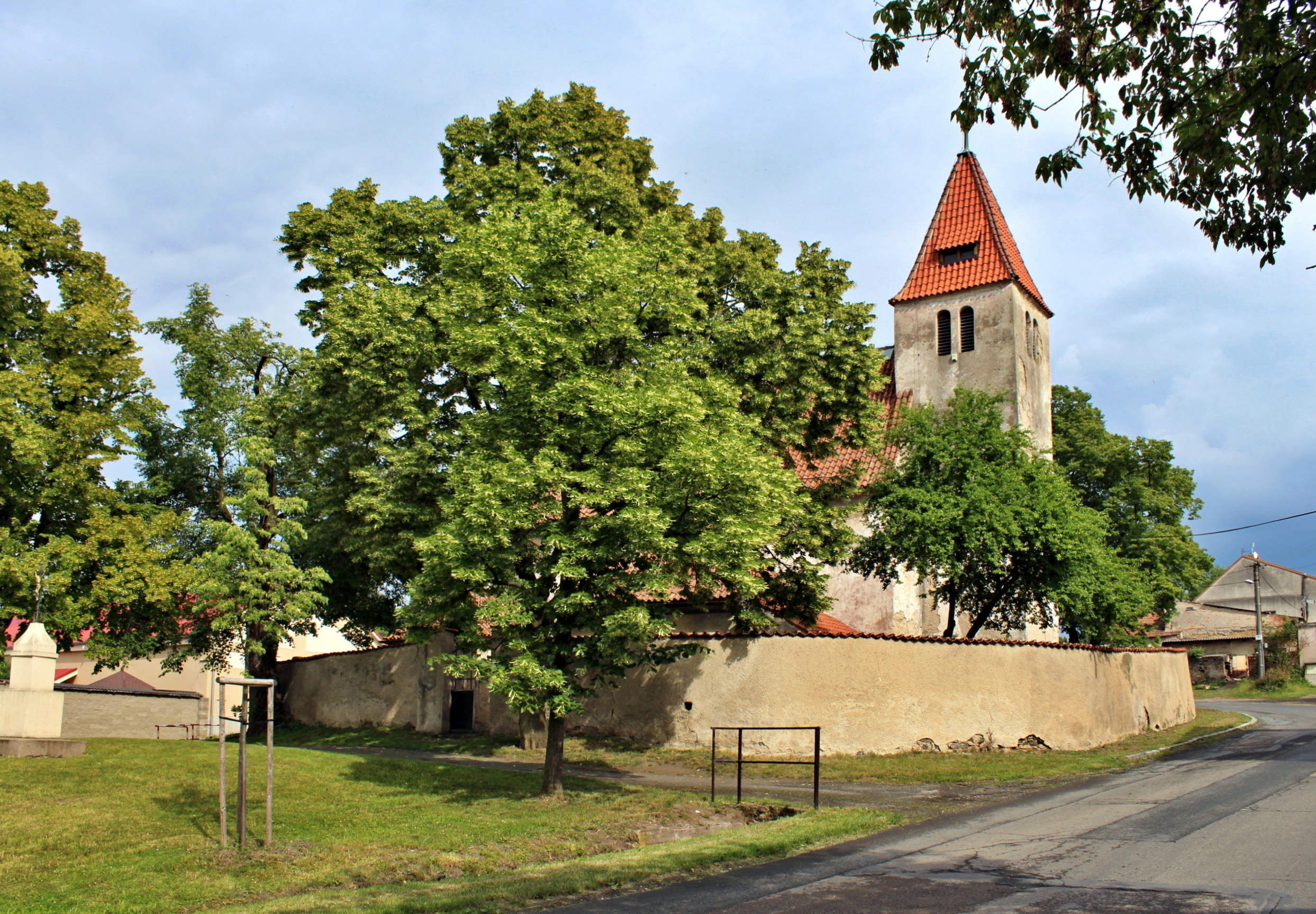
Die St.Veits-Kirche
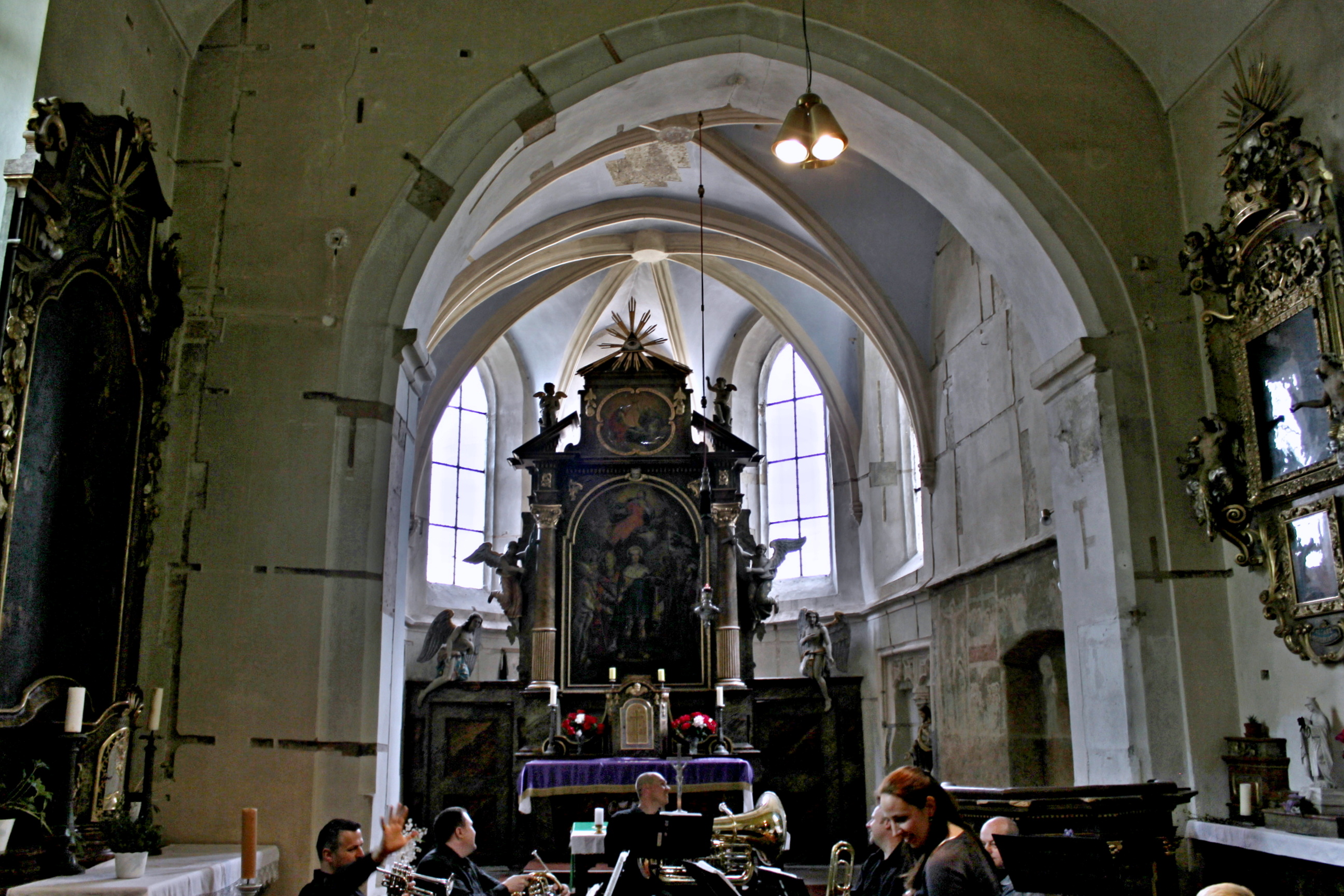
St.-Veits-Kirche Inneres und Altarraum
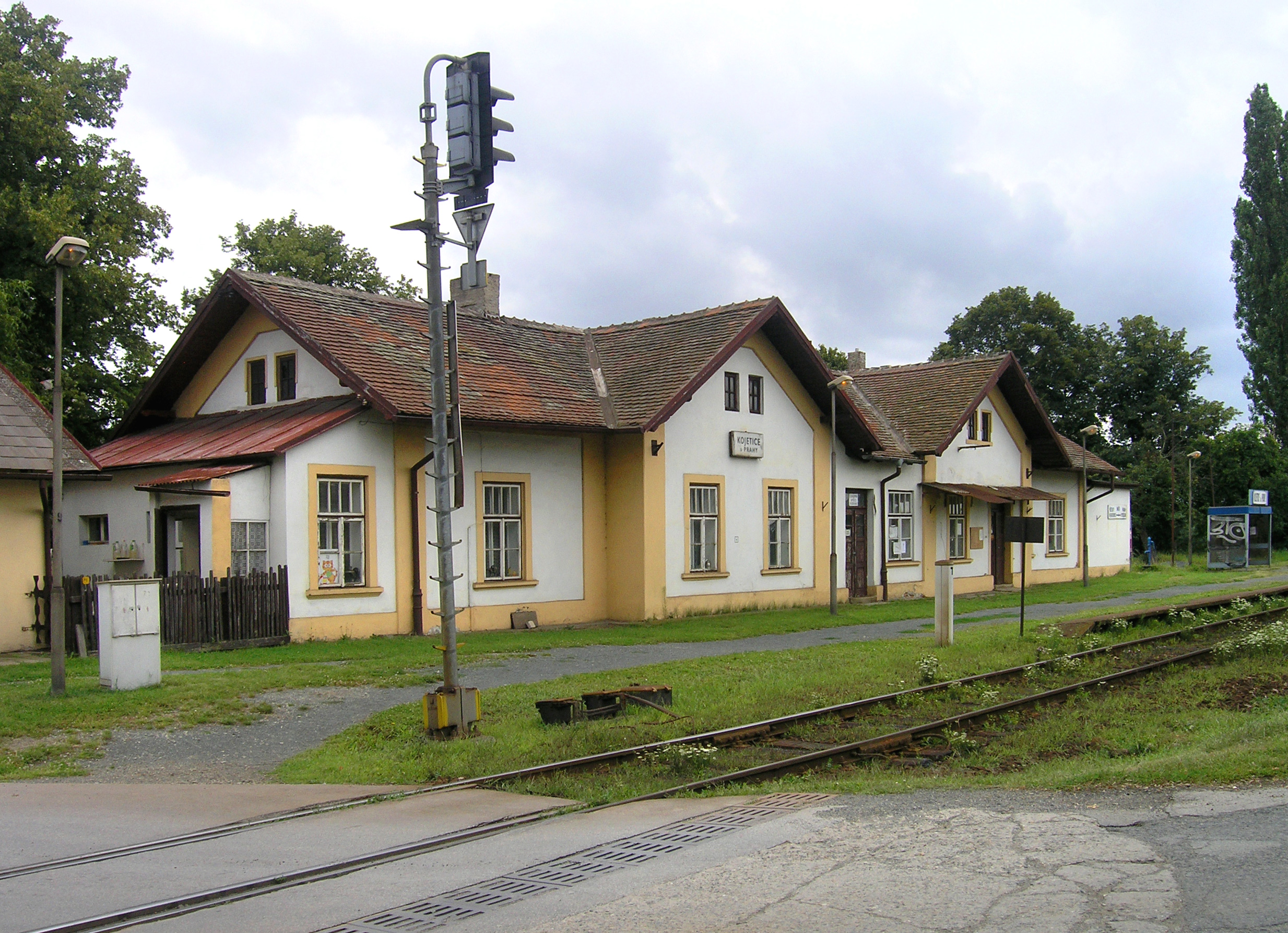
Der Bahnhof Kojetice
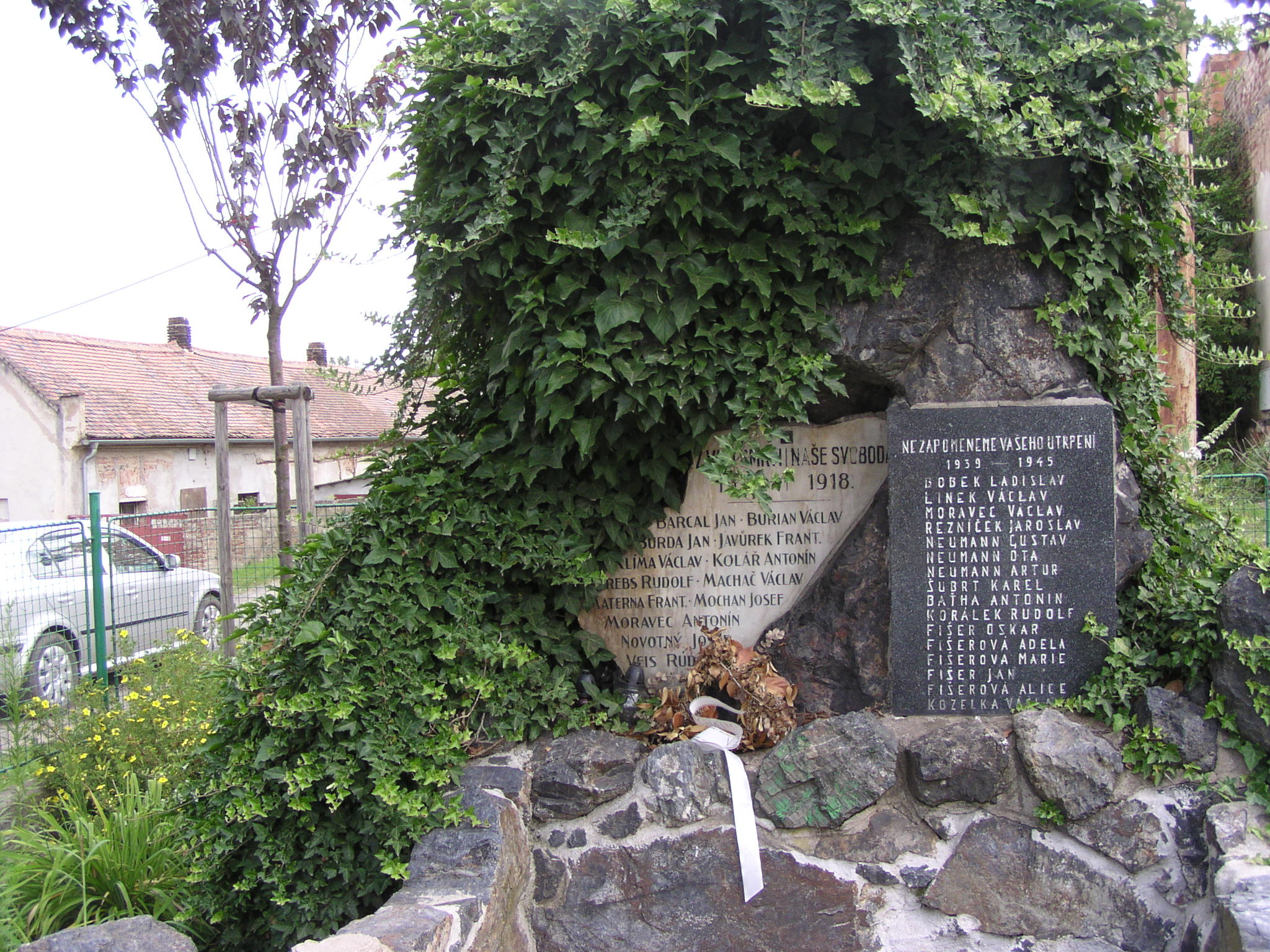
Denkmal für die Toten der Weltkriege

- Die St.-Veits-Kirche ist eine römisch-katholische Kirche aus der Mitte des 13. Jahrhunderts. Sie befindet sich in der Moravcová-Straße und gehört zur Erzdiözese Prag.

- Das Pfarrhaus wurde im Jahr 1719 wiederhergestellt, nachdem es im 30-jährigen Krieg zerstört worden war.[3]
- Im Juli 1870 wurde mit dem Bau der Strecke vom Prager Bahnhof František Josef (heute Hlavní nádraží) nach Neratovice begonnen. Der Betrieb auf dem Abschnitt von Neratovice nach Čakovice wurde am 23. Oktober 1871 aufgenommen und 1872 wurde die gesamte 34 km lange Strecke von Neratovice nach Prag fertiggestellt, auf der eine Haltestelle namens Kojetice eingerichtet wurde.

- Im Jahr 1928 wurde in der Nähe der Kirche ein Denkmal bestehend aus einem Felsblock enthüllt mit den Namen von dreizehn Bürgern der Gemeinde, die im Ersten Weltkrieg fielen. Nach 1945 kam eine zweite Tafel hinzu mit sechzehn Bürgern, die im Zweiten Weltkrieg fielen oder ermordet wurden.

## Gemeindegliederung
Für die Gemeinde Kojetice sind keine Ortsteile ausgewiesen. Zu Kojetice gehört die Einschicht Tůmovka (Neue Welt).